# Киевский велотрек
Киевский велотрек — спортивное сооружение в Киеве. Первый «циклодром» был построен в Киеве в 1899 году, второй в 1913 году. В 2009 году один из старейших велотреков Европы был разрушен с согласия городских властей и на его месте построен жилой дом и паркинг. В 2016 году полуразрушенный трек был восстановлен и открыт в 2017 году.

## Конструкция трека
- Длина велосипедной дорожки — 286 м.
- ширина на виражах — 8 м.
- угол максимального наклона — 38°
- поперечный угол по прямой — 11°
- длина переходной кривой — 21,5 м.
- постоянный радиус виража — 21,7 м.
- допустимая скорость 73,58 км/час.
- Вместимость трибун — 2 000 зрителей.

## История
Первый киевский велотрек «циклодром», располагался по адресу Бибиковский бульвар, № 77. На циклодроме 23 мая 1899 года состоялись первые велосипедные гонки, которые были организованы Киевским обществом велосипедистов.
Второй киевский велотрек по инициативе киевлянина Ивана Филипповича Беленко был построен в 1913 году и располагался во дворе между улицами Богдана Хмельницкого и Чапаева.
Велотрек построили на месте Афанасьевского яра, который засыпали в конце XIX века. Родниковые, дождевые и талые воды стекали этим яром в долину реки Лыбедь. В центральной части засыпанного яра, в пойме реки Лыбедь и был построен велотрек.
Киевлянин Иван Филиппович Беленко, обратился в мае 1912 года в Губернское правление за разрешением на строительство велосипедного трека и деревянного павильона по улице Фундуклеевской, 58:
«Честь имею просить Губернское правление выдать мне разрешение на постройку велосипедного трека и при нём деревянного павильона в усадьбе № 58 по Фундуклеевской улице».
Разрешение было получено и от городского архитектора Александра Кривошеева и вице-губернатора. Резолюция гласила:
«…разрешено И. Ф. Биленку устроить по представленному проекту, в г. Киеве, в усадьбе под № 58, по Фундуклеевской улице велосипедный трек с деревянным навесом, но с тем:
1) чтобы были устроены 2 пожарные крана;
2) чтобы провода электрического освещения были в медных трубках…;
3) чтобы по устройству трека и павильона было бы заявлено строительному отделению».
Праздничное открытие состоялось в 1913 году и было посвящено 300-летию Дома Романовых.
Был организован прокат и ремонт велосипедов, мотоциклов и автомобилей. При треке располагался летний театр «Полярная звезда» с оркестром. Велотрек принадлежал спортивному обществу «Авангард».
В 1939 году был проведён первый ремонт. Проектное задание имело замечания:
«…а) ограду и вход на велотрек со стороны ул. Ленина считать необходимым решить капитально;
б) трибуны оставить на восточной стороне, как предложено проектом, учитывая наличие готового места на откосе и невозможность прирезки территории за счёт парка;
в) при дальнейшей разработке проекта особое внимание уделить проверке видимости на этих трибунах. Расположение приподнястей линии создает смены „места“ видимости, в особенности, на наиболее интересные места трека — виражи».

### Капитальная реконструкция
Первая капитальная реконструкция была проведена в 1967 году. Было построено административное здание со множеством помещений для размещения команд, трибуной на 5000 мест и полностью обновлено бетонное полотно велотрека.
В 1978-80 гг. была произведена капитальная реконструкция объекта. Полностью сменили полотно трека — бетонное полотно было сверху покрыто деревянным — 200 м³ сибирской лиственницы. В результате реконструкции максимальная скорость увеличилась до 85 км/час, кроме этого увеличили вместимость трибун до 5 тысяч зрителей.
В 1991 году была произведена замена износившегося деревянного полотна на бетонное.
В 1998 году один из старейших велотреков Европы был признан памятником истории и архитектуры и получил охранный номер 336.Был проведен капитальный ремонт и железнение полотна велотрека, что увеличило скоростные характеристики полотна.

### Разрушение
27 августа 2007 года Указом Министерства Культуры Украины № 983/0/16 киевский велотрек был лишен статуса памятника истории.
20 марта 2009 года велотрек был частично снесен и впритык к нему построен жилой многоэтажный дом и паркинг.
Исполняющий обязанности Председателя КГГА А. К. Голубченко на пресс-конференции в апреле 2009 года заявил:
«Я могу вас заверить, там снесут велотрек, построят подземный паркинг и сверху станет велотрек на место, и будет работать спортивная велосипедная школа. Никакого другого строительства, кроме восстановления велотрека, там не будет».

### Восстановление
В 2014 году работа велотрека восстановлена. Был убран строительный мусор и восстановлено бетонное покрытие углового сектора.
В 2016 году начата и проводится капитальная реконструкция полотна велотрека, административного здания, перестройка подземного перехода на полотно, строительства подземного паркинга и реорганизация примыкающей территории.
21 мая 2017 года торжественно прошло второе открытие велотрека, установлен график занятий для спортсменов и после 19:00 для всех желающих.